# Julien Kramer
Pour les articles homonymes, voir Kramer.
Julien Kramer est un acteur, directeur artistique et adaptateur français, née le 14 septembre 1962 à Paris.
Spécialisé dans le doublage, il a notamment prêté sa voix à Lou Diamond Phillips à ses débuts mais aussi à Jamie Foxx, Clive Owen, Jackie Earle Haley et Cuba Gooding Jr. Il est également la voix de  Bruce Macchabée dans le film d'animation Mutafukaz, celle de Jordi Chin dans les jeux Watch Dogs ou encore Frank Gallagher dans Shameless.
Dialoguiste, il a supervisé en tant que directeur artistique les doublages de plus d'une centaine de films et séries télévisées parmi lesquels Cars, Transformers, Hulk, King Kong ou Goodbye Bafana.
Il a parallèlement joué au théâtre et à la télévision, sous la direction de Robert Hossein, André Lambert, Sélim Isker, et est l'auteur de Avant quand j'étais noir, l'un des one-man-shows de l'acteur Mouss Diouf.
Il est le père des comédiennes Charlotte Correa et Sara Chambin.

## Théâtre
- Judas, mise en scène d'André Lambert
- Les Caprices de Marianne, mise en scène de Johnny David
- Le commissaire est bon enfant, mise en scène de Patrick Zeff
- Le Lièvre, mise en scène de Pierre Reggiani
- Un homme nommé Jésus, mise en scène de Robert Hossein
- Zone, mise en scène de Patrick Zeff

## Filmographie

### Cinéma
- 2006 : Libre Arbitre, court métrage de Francis Lalanne
- 2011 :  It is miracul'house, court métrage de Stéphane Freiss

### Télévision

#### Téléfilms
- 1983 :  Le Grand Braquet de Maurice Fasquel

#### Séries télévisées
- 1985 : Intrigues, épisode Babard avec un d d'Emmanuel Fonlladosa
- 1985 : Jeu, set et match de Michel Wyn
- 1988  L'Affaire Saint-Romans de Michel Wyn
- 1993 : Drôles d'histoires, épisode Votre chez moi de Philippe Galardi
- 1997 : Julie Lescaut, épisode Question de confiance (6.6) d'Alain Wermus : l'homme de l'identité judiciaire
- 2000 : Une femme d'honneur, épisode La femme battue d'Alain Bonnot
- H, une histoire d'uniformes de Peter Kassovitz
- Joëlle Mazart de Jean-Claude Charnay
- Central Nuit de Didier Delaitre

## Doublage
Note : Les dates en italique indiquent les sorties initiales des films pour lesquels Julien Kramer a participé aux redoublages ou sorties tardives et non aux doublages originaux.

### Cinéma

#### Films
- Clive Owen dans (11 films) :
  - Jardinage à l'anglaise (2001) : Colin Briggs
  - Inside Man : L'Homme de l'intérieur (2006) : Dalton Russell
  - Les Fils de l'homme (2007) : Theo Faron
  - Shoot 'Em Up : Que la partie commence (2007) : M. Smith
  - Trust (2010) : Will Cameron
  - Killer Elite (2011) : Spike
  - Lessons in Love (2013) : Jack Marcus
  - L'Honneur des guerriers (2015) : le commandant Raiden
  - Anon  (2018) :  Sal Frieland
  - The Informer (2019) : Montgomery
  - Gemini Man (2019) : Clay Varris
- Lou Diamond Phillips dans (8 films) :
  - Envers et contre tous (1988) : Angel Guzman
  - Young Guns (1988) : Jose Chavez y Chavez
  - Young Guns 2 (1990) : Jose Chavez y Chavez
  - Le Premier Pouvoir  (1990) : Russell Logan
  - Bangkok, aller simple (1999) : Roy Knox
  - La Nuit des chauves-souris (1999) : Sheriff Emmett Kimsey
  - Supernova (2000) : Yerzy Penalosa
  - Hollywood Homicide (2003) : Wanda
- Cuba Gooding Jr. dans (7 films) :
  - La Nuit du Jugement (1993) : Mike Peterson
  - Losing Isaiah (1995) : Eddie Hughes
  - The Fighting Temptations (2003) : Darrin Hill
  - Norbit (2007) : Deion Hughes
  - American Gangster (2007) : Nicky Barnes
  - Hero Wanted (2008) : Liam Case
  - Machete Kills (2013) : le Caméléon (2e transformation)
- Jamie Foxx dans (7 films) :
  - Ray (2004) : Ray Charles
  - Furtif (2005) : le lieutenant Henry Purcell
  - Jarhead : La Fin de l'innocence (2006) : le sergent Siek
  - Miami Vice : Deux flics à Miami (2006) : Ricardo Tubbs
  - Dreamgirls (2006) : Curtis Taylor Jr.
  - Le Royaume (2007) : Ronald Fleury
  - Que justice soit faite (2009) : Nick Rice
- Jackie Earle Haley dans (7 films) :
  - Watchmen (2009) : Rorschach
  - Shutter Island (2010) : George Noyce
  - Freddy : Les Griffes de la nuit (2010) : Freddy Krueger
  - Dark Shadows (2012) : Willie Loomis
  - RoboCop (2014) : Maddox
  - The Birth of a Nation (2017) : Raymond Cobb
  - La Tour sombre (2017) : Sayre
- Eric Bana dans (4 films) :
  - Hulk (2003) : Bruce Banner / Hulk
  - Star Trek (2008) : Nero
  - Du sang et des larmes (2013) : Erik S. Kristensen
  - Le Roi Arthur : La Légende d'Excalibur (2017) : Uther Pendragon
- Thomas Kretschmann dans (4 films) :
  - Nous étions libres (2004) : Frans Bietrich
  - King Kong (2005) : le capitaine Englehorn
  - Hitman: Agent 47 (2015) : Antoine Le Clerq
  - Last Sentinel (en) (2023) : le sergent Hendrichs
- Hugo Weaving dans :
  - Transformers (2007) : Mégatron (voix)
  - Transformers 2 : La Revanche (2009) : Mégatron (voix)
  - Transformers 3 : La Face cachée de la Lune (2011) : Mégatron (voix)
- Mark Strong dans :
  - Stardust, le mystère de l'étoile (2007) : Septimus
  - Green Lantern (2011) : Sinestro
  - The Nocebo Effect (2022) : Felix
- Michael Rooker dans :
  - Les Gardiens de la Galaxie (2014) : Yondu Udonta
  - Les Gardiens de la Galaxie Vol. 2 (2017) : Yondu Udonta
  - Les Gardiens de la Galaxie Vol. 3 (2023) : Yondu Udonta
- Benicio del Toro dans :
  - Permis de tuer (1989) : Dario
  - Nos souvenirs brûlés (2007) : Jerry Sunborne
- Jason Patric dans :
  - Entre amis et voisins (1998) : Cary
  - Narc (2002) : Nick Tellis
- Nick Chinlund dans :
  - Abîmes (2002) : Chief
  - Les Chroniques de Riddick (2004) : Toombs
- Liev Schreiber dans :
  - La Somme de toutes les peurs (2003) : John Clark
  - Un crime dans la tête (2004) : Raymond Prentiss Shaw
- Marton Csokas dans :
  - Prisonniers du temps (2003) : Sir William De Kere / William Decker
  - La Mort dans la peau (2004) : Jarda
- Jason Statham dans :
  - Collateral (2003) : l'homme à l'aéroport
  - Revolver (2005) : Jake Green
- Cole Hauser dans :
  - 2 Fast 2 Furious (2003) : Carter Verone
  - La Rupture (2006) : Lupus Grobowski
- Antonio Banderas dans :
  - Disparitions (2004) : Carlos Rueda
  - Les Oubliées de Juarez (2007) : Alfonso Diaz
- James Purefoy dans :
  - Vanity Fair : La Foire aux vanités (2004) : Rawdon Crawley
  - High-Rise (2016) : Pangbourne
- Christopher « Ludacris » Bridges dans :
  - Hustle and Flow (2005) : Skinny Black
  - Ultimate Game (2009) : Humanz Brother
- André 3000 dans :
  - Quatre Frères (2005) : Jeremiah Mercer
  - Idlewild Gangsters Club (2006) : Percival
- Luis Tosar dans : 
  - Malveillance (2011) : César
  - Braquage final (2021) : Simon
- 1984 : Le Palace en délire : Rick (Tom Hanks)
- 1986 : Lady Jane : Thomas (Pip Torrens)
- 1989 : Kill Me Again : Jack Andrews (Val Kilmer)
- 1989 : Uncle Buck : Bug (Jay Underwood)
- 1990 : Y a-t-il un exorciste pour sauver le monde ? : Fred Tortostein (Doug Traisin)
- 1990 : Memphis Belle :  Jack Bocci (Neil Giuntoli)
- 1992 : California Man : Matt Wilson (Michael DeLuise)
- 1992 : Twin Peaks: Fire Walk with Me : l'agent Sam Stanley (Kiefer Sutherland)
- 1992 : Romper Stomper : Hando (Russell Crowe)
- 1992 : Leaving Las Vegas : l’hôtelier ( ? )
- 1992 : Universal Soldier : Huey Taylor (Joseph Malone)
- 1993 : La Maison aux esprits : Esteban Garcia (Vincent Gallo)
- 1994 : Une épouse trop parfaite : Ray (James Spader)
- 1996 : Barb Wire : Axel Hood (Temuera Morrison)
- 1998 : Love Is the Devil : George Dyer (Daniel Craig)
- 1999 : Accords et Désaccords : Bill Shields (Brian Markinson)
- 1999 : Dans la peau de John Malkovich : Charlie (Charlie Sheen)
- 1999 : Menteurs : Micky Vernon (James Russo)
- 1999 : Mon Martien bien-aimé : Zoot, l'uniforme parlant (Wayne Knight)
- 2000 : Mes chers voisins : Oswaldo (Roberto Perdomo)
- 2000 : Coyote Girls : Romero (Bud Cort)
- 2000 : El Bola : José (Alberto Jimenez)
- 2000 : High Fidelity : lui-même (Bruce Springsteen)
- 2001 : Killing Angel : (Andrew Howard)
- 2001 : Anazapta : Jacques de Saint Amant (David La Haye)
- 2001 : Carton rouge : Danny Meehan (Vinnie Jones)
- 2001 : Crazy/Beautiful : Hector (Rolando Molina)
- 2002 : 800 balles : le croque-mort italien (Luciano Federico)
- 2002 : The Good Girl : lui-même (Ken Rudulph)
- 2002 : Hero : Ciel Étoilé (Donnie Yen)
- 2002 : Jericho Mansions (en) : Eugene O'Donnell (Bruce Ramsay)
- 2002 : K-19 : Le Piège des profondeurs : Suslov (Ravil Isyanov)
- 2003 : Honey : le directeur de casting (Lee Smart)
- 2003 : La Vie de David Gale : Dusty Wright (Matt Craven)
- 2003 : Village Police : l'inspecteur Tony Charles (Anthony Mir)
- 2003 : Comment tuer le chien de son voisin : Peter McGowen (Kenneth Branagh)
- 2003 : La Dernière Cible : Andrei Losin (Dougray Scott)
- 2003 : Les Témoins : Simon Kirkman (Stephen Dillane)
- 2003 : Fusion : le commandant Iverson (Bruce Greenwood)
- 2003 : Braquage à l'italienne : Yehven (Boris Krutonog)
- 2003 : Rock Academy : Dewey Finn (Jack Black) (version streaming)
- 2004 : Capitaine Sky et le Monde de demain : Creepy (Khan Bonfils)
- 2004 : Garden State : Diego (Method Man)
- 2004 : Thunderbirds : Jeff Tracy (Bill Paxton)
- 2004 : Modigliani : Amedeo Modigliani (Andy García)
- 2004 : Polly et moi : Claude (Hank Azaria)
- 2004 : American Crime : Tom (Billy Rieck)
- 2004 : Les Notes parfaites : le père d'Anna (Michael Ryan)
- 2004 : La Sanfelice : le roi Ferdinand (Emilio Solfrizzi)
- 2004 : Le Crime farpait : Rafael González (Guillermo Toledo)
- 2004 : Collatéral : Felix (Javier Bardem)
- 2004 : Dans les cordes : Pedro Hernández (Juan Carlos Hernandez)
- 2005 : La Voix des morts : Détective Smits (Mike Dopud)
- 2005 : Serenity : l'Opérateur (Chiwetel Ejiofor)
- 2005 : La Porte des secrets : le gérant de la station-service (Isaac de Bankolé)
- 2005 : 40 ans, toujours puceau : Père au Health Clinic (Cedric Yarbrough)
- 2005 : Mortuary de Tobe Hooper  : Eliot Cook (Greg Travis (en))
- 2005 : Doom : Goat (Ben Daniels)
- 2005 : Coach Carter : Renny (Vincent Laresca)
- 2005 : La Coccinelle revient : Ray Peyton Sr. (Michael Keaton)
- 2005 : The Honeymooners : Edward Norton (Mike Epps)
- 2005 : Les Berkman se séparent : Ivan (William Baldwin)
- 2006 : Black Snake Moan : Tehronne (David Banner)
- 2006 : Ô Jérusalem : Golan (René Zagger)
- 2006 : Le Petit Monde de Charlotte : M. Arable (Kevin Anderson (en))
- 2006 : American Dreamz : Agha Babur (Bernard White)
- 2006 : Vacances sur ordonnance : Matthew Kragen (Timothy Hutton)
- 2006 : The Holiday : la voix off de la vie d’Amanda Woods
- 2006 : Pirates des Caraïbes : Le Secret du coffre maudit : Koleniko (Clive Ashborn)
- 2006 : Ma finale 66 (en) : l'oncle Jimmy (Peter Serafinowicz)
- 2007 : L'Amour aux temps du choléra : Lorenzo Daza (John Leguizamo)
- 2007 : En cloque, mode d'emploi : le videur de la boîte de nuit (Craig Robinson)
- 2007 : Paranoïak : M. Gutierrez (Rene Rivera)
- 2007 : Shooter, tireur d'élite : Howard Purnell (Justin Louis)
- 2008 : Le Retour de Roscoe Jenkins : Roscoe Jenkins (Martin Lawrence)
- 2008 : The Wrestler : Nick Volpe (Wass Stevens)
- 2008 : Les Noces rebelles : John Givings (Michael Shannon)
- 2008 : Tonnerre sous les tropiques : voix off bande-annonces  "Le Rôtisseur 6" et "L'Allée de Satan"
- 2008 : Sans Sarah, rien ne va ! : lui-même - interprète du détective Hunter Rush dans Crime Scène (William Baldwin)
- 2009 : Pandorum : Leland (Eddie Rouse)
- 2009 : Arthur et la Vengeance de Maltazard : Proscuitto (Jerry Di Giacomo) (voix)
- 2009 : Thérapie de couples : Salvadore (Carlos Ponce)
- 2010 : Harry Potter et les Reliques de la Mort : Yaxley (Peter Mullan)
- 2010 : Top Cops : Poor Boy (Guillermo Díaz)
- 2010 : True Grit : ? ( ? )
- 2010 : J'ai rencontré le Diable : ? ( ? )
- 2011 : Fast and Furious 5 : Fusco (Alimi Ballard)
- 2011 : Les Trois Mousquetaires : Rochefort (Mads Mikkelsen)
- 2011 : Drive : voix additionnelle
- 2012 : Projet X : T-Rick (Rick Shapiro)
- 2013 : Players : le délégué Herrera (Yul Vazquez)
- 2013 : Les Flingueuses : Hale (Demian Bichir)
- 2014 : Happy Face Killer : Keith Jesperson (David Arquette)
- 2014[1] : Hungerford : ? ( ? )
- 2014 : Kill Me Three Times : Nathan Webb (Sullivan Stapleton)
- 2016 : Alleycats : George Redman (John Lynch)
- 2016 : Tallulah : Manuel (Felix Solis)
- 2017 : Transformers: The Last Knight : Mégatron (Frank Welker) (voix)
- 2017 : Win It All : Ron Garrett (Joe Lo Truglio)
- 2018 : Calibre : Logan McClay (Tony Curran)
- 2018 : Bayoneta : Jaakko (Ville Virtanen)
- 2018 : Peppermint : Diego Garcia (Juan Pablo Raba (en))
- 2018 : Quand les anges dorment : ? ( ? )
- 2019 : Triple frontière : Francisco « Catfish » Morales (Pedro Pascal)
- 2019 : 4 Latas : Tocho (Hovik Keuchkerian)
- 2019 : Doctor Sleep : « Papa Corbeau » (Zahn McClarnon)
- 2019 : Malgré tout : Pablo (Carlos Bardem)
- 2020 : Bad Boys for Life : Lorenzo « Zway-Lo » Rodríguez (Nick « Nicky Jam » Rivera Caminero)
- 2020 : The Banker : ? ( ? )
- 2020 : Personne ne sait que je suis là : Braulio Garrido (Luis Gnecco)
- 2020 : Desperados : Ramón (Rodrigo Franco)
- 2021 : SAS: Red Notice : George Clements (Andy Serkis)
- 2021 : Zone 414 : David Carmichael (Guy Pearce)
- 2021 : Aux antipodes de Noël : un collègue de Raúl [Qui ?]
- 2022 : La Princesse : le roi (Ed Stoppard)
- 2022 : Le Dirigeant (es) : Álvaro Torres (Leonardo Sbaraglia)
- 2023 : Kill Bok-soon : Gwang-il (Park Kwang-jae)
- 2023 : Blue Beetle : Rudy Reyes (George Lopez)
- 2024 : Le Cœur au vol : Faysal [Qui ?]
- 2025 : Contre-attaque : Josefo « La Guêpe » Urías (Noé Hernández (es))
- 2025 : The Pickup : Clark (Andrew Dice Clay)

#### Films d'animation
- 1992[n 1] : Porco Rosso : le pirate de l'air avec le cache-œil
- 1997 : Neon Genesis Evangelion: Death and Rebirth : Gendō Ikari
- 1997 : The End of Evangelion : Gendō Ikari
- 2006 : Cars : Ramone
- 2006 : La Ferme en folie : Dag le coyote meneur / Peps la souris (1re voix)
- 2006 : Martin et la Lumière fantôme : Ramone
- 2007 : Ratatouille : Skinner
- 2007[n 2] : Evangelion: 1.0 You Are (Not) Alone : Gendō Ikari
- 2009[n 2] : Evangelion: 2.0 You Can (Not) Advance : Gendō Ikari
- 2010 : Batman et Red Hood : Sous le masque rouge : Black Mask
- 2010 : Dragons : Gueulfor
- 2011 : Cars 2 : Ramone
- 2011 : Rango : señor Flan
- 2012[n 2] : Evangelion: 3.0 You Can (Not) Redo : Gendō Ikari
- 2013 : Le vent se lève : Kurokawa
- 2014 : Dragons 2 : Gueulfor
- 2016 : Sausage Party : Frank[n 3]
- 2018 : Mutafukaz : Bruce Macchabée et El Diablo (création de voix)
- 2018 : Nouvelle Génération : Momo
- 2018 : La Mort de Superman : le maire Booker
- 2019[2] : KonoSuba, le film : Legend of Crimson : Hans
- 2020 : Animal Crackers : l'homme-canon
- 2020 : Mortal Kombat Legends: Scorpion's Revenge : Raiden
- 2021 : Evangelion: 3.0+1.0 Thrice Upon a Time : Gendō Ikari
- 2021 : Mortal Kombat Legends: Battle of the Realms : Raiden
- 2021 : Injustice : Bob
- 2023 : Spy × Family Code: White : Henry Henderson

### Télévision

#### Téléfilms
- Lou Diamond Phillips dans :
  - Undertow (1996) : Jack Ketchum
  - Meurtre au Présidio (2005) : CWO James Chandler
  - L'Ange et le Mal (2009) : Quirt Evans
- Thomas Kretschmann dans :
  - N'ayez pas peur : La Vie de Jean-Paul II (2005) : le pape Jean-Paul II
  - Mogadiscio (2009) : le capitaine Schumann
- 2003 : Deathlands : Le Chemin du retour : Ryan Cawdor (Vincent Spano)
- 2011 : Ma nounou brésilienne : Gustav Seibold (Dietrich Hollinderbäumer)
- 2012 : Hemingway and Gellhorn : Ernest Hemingway (Clive Owen)
- 2013 : Phil Spector : Mock Prosecutor (Chiwetel Ejiofor)
- 2013 : Le Meurtrier de minuit : Callendar (Cuba Gooding Jr.)
- 2014 : Une ombre sur le mariage : l'inspecteur Borden (Rick Ravanello)
- 2019 : Noël Actually : Duffy Johnson (Ted McGinley)
- 2022 : Les Gardiens de la Galaxie : Joyeuses Fêtes : Yondu (Michael Rooker)

#### Séries télévisées
- Clive Owen dans :
  - The Knick (2014-2015) : Dr John « Thack » Thackery (20 épisodes)
  - Histoire de Lisey (2021) : Scott Landon (mini-série)
  - American Crime Story (2021) : le président William « Bill » Clinton (saison 3)
  - Un meurtre au bout du monde (2023) : Andy (mini-série)
- Thomas Kretschmann dans :
  - The River (2012) : le capitaine Kurt Brynildson (8 épisodes)
  - Dracula (2013-2014) : Abraham Van Helsing (10 épisodes)
  - Berlin Station (2017) : Otto Ganz (saison 2)
- Tony Crane dans :
  - Flic de mon cœur (en) (1996-1997) : Remy McSwain
  - Wasteland (1999) : Ben Goldberg
- Kevin Alejandro dans :
  - Weeds (2008-2009) : Rudolpho (4 épisodes)
  - Mentalist (2010) : Victor Bandino (saison 2, épisode 17)
- Saïd Taghmaoui dans :
  - Lost : Les Disparus (2009)  : Caesar (saison 5)
  - Touch (2013) : Guillermo Ortiz (10 épisodes)
- Jackie Earle Haley dans :
  - Human Target : La Cible (2010-2011) : Guerrero (25 épisodes)
  - Preacher (2016) : Odin Quinncannon (saison 1)
- Seth Rogen dans :
  - The League (2011-2015) : Dirty Randy
  - Arrested Development (2013) : George Bluth Sr. jeune
- Luis Zahera dans :
  - La Unidad (2020-2022) : Sergio (8 épisodes)
  - Sky Rojo (2021) : Alfredo
- 1989-1990 : Alerte à Malibu : Trevor Cole (Peter Phelps)
- 2000-2001 : La Famille de mes rêves : Max Ryan (Peter Horton)
- 2001-2002 : Le Journal intime d'un homme marié : Slayton (Bobby Slayton (en))
- 2005 : Into the West : le capitaine Salamanca (Francesco Quinn) (mini-série)
- 2005-2016 : Esprits criminels : l'agent spécial Aaron « Hotch » Hotchner (Thomas Gibson)
- 2006 : Prison Break : Coyote (José Zúñiga) (saison 2, épisodes 11 et 12)
- 2009 : Urgences  : M. Nugent (Nick Chinlund) (saison 15, épisode 13)
- 2011-2013 : Un petit brin de vie : lui-même (Warwick Davis)
- 2011-2015 : Strike Back : le sergent Damien Scott (Sullivan Stapleton)
- 2011-2021 : Shameless : Francis « Frank » Gallagher (William H. Macy) (134 épisodes)
- 2012 : Missing : Au cœur du complot : Paul Winstone (Sean Bean)
- 2012-2019 : Supernatural : Benny Lafitte (Ty Olsson) (9 épisodes)
- 2014 : True Detective : l'inspecteur Maynard Gilbough (Michael Potts)
- 2014 : Boardwalk Empire : Salvatore Maranzano (Giampiero Judica)
- 2014-2017 : The Affair : Max Cadman (Josh Stamberg) (16 épisodes)
- 2014-2019 : Gotham : Alfred Pennyworth (Sean Pertwee) (99 épisodes)
- 2015 : True Detective : le maire Austin Chessani (Ritchie Coster)
- 2015 : Supergirl : Non (en) (Chris Vance)
- 2015-2016 : The Kicks (en) : le coach Rivas (Alejandro Furth)
- 2015 / 2018 : Ash vs. Evil Dead : Brujo (Hemky Madera (en)) (4 épisodes)
- 2016 : Shoot the Messenger (en) : Sam Charles (Ari Cohen (en))
- 2016-2017 : Narcos : Bill Stechner (Eric Lange) (9 épisodes)
- 2016-2017 : The Walking Dead : Richard (Karl Makinen) (saison 7)
- 2016-2017 : Shooter : un agent spécial du FBI (Rob Norton) (saison 1, épisode 3) et Grigory Krukov (Sean Cameron Michael (en)) (saison 1)
- 2016-2018 : Les Voyageurs du temps : Gary Holden (William MacDonald) (9 épisodes)
- 2016-2020 : Murder : Jorge Castillo (Esai Morales) (11 épisodes)
- 2017 : Blacklist: Redemption : Trevor / Dan Pool (Dan Amboyer)
- 2017 : American Crime : Diego Castillo (Clayton Cardenas) (saison 3)
- 2017 : 24 Heures : Legacy : Kusuma (Laith Nakli (en))
- 2017-2018 : Six : Ricky « Buddha » Ortiz (Juan Pablo Raba (es))
- 2018 : Dark Heart (en) : l'agent Rick Johnson (Tom Brooke)
- 2018 : Spring Tide : Classe Hall (Rafael Edholm (sv))
- 2018 : Cameron Black : L'Illusionniste : Gunter Gastafsen (Vinnie Jones)
- 2018 : Le Détenu : Peniche (Flavio Medina)
- 2018-2019 : Lodge 49 (en) : Scott Mills (Eric Allan Kramer)
- 2018-2019 : Better than Us : Pavel Varlamov (Kirill Polukhin (ru))
- 2018-2020 : Élite : Yusef Shana (Abdelatif Hwidar (ca))
- 2018 / 2022 : Killing Eve : Vladimir « Vlad » Bentkin (Laurentiu Possa) (4 épisodes)
- 2018-2022 : Better Call Saul : Eduardo « Lalo » Salamanca (Tony Dalton) (22 épisodes)
- 2019 : Brigada Costa del Sol (es) : Reyes (Jorge Usón)
- 2019 : Knightfall : le maître Talus (Mark Hamill) (saison 2)
- 2019 : It's Bruno! (en) : Barry Bailando (Anthony L. Fernandez)
- 2019 : Yellowstone : Cowboy (Steven Williams) (saison 2)
- 2019 : Grand Hotel : Santiago Mendoza (Demián Bichir)
- 2019-2022 : Mayans M.C. : Canche (Jimmy Gonzales) (15 épisodes)
- 2020 : The Outsider : l'inspecteur Ralph Anderson (Ben Mendelsohn)
- 2020 : Miracle Workers : le roi Cragnoor (Peter Serafinowicz)
- 2020 : Jeffrey Epstein : argent, pouvoir et perversion (en) : lui-même (Michael Reiter (en)) (mini-série)
- 2020 : Love & Anarchy : Göran Järvi (Fredrik Hammar) (saison 1, épisode 7)
- 2020 : Coup pour coup (es) : Victor Genovés (Luis Tosar) (mini-série)
- 2020-2021 : Gentefied : Pancho Solis (Rafael Sigler)
- 2021 : Jupiter's Legacy : Walter Sampson / Brainwave (Ben Daniels)
- 2021 : Sexify : Marek Nowicka (Cezary Pazura)
- 2022 : Smiley : Ramiro (Carles Sanjaime)
- 2022 : Forecasting Love and Weather : Ko Bong-chan (Kwon Hae-hyo)
- 2022 : La nuit sera longue : Bastos (Xabier Deive (gl)) (mini-série)
- 2022 : Sur l'autel de la famille : Fernando Alberche (Miguel Ángel Solá (es))
- 2022-2023 : Top Boy : Juan El Bueno (Iñigo de la Iglesia) (5 épisodes) et le détective privé [Qui ?] (saison 5, épisodes 4 et 5)
- depuis 2022 : La Défense Lincoln : Teddy « Ted » Vogul (Chris Browning (en))
- depuis 2022 : 1923 : le père Renaud (Sebastian Roché)
- 2023 : Vikings: Valhalla : Baggi (Dan Poole) (saison 2, épisode 5)
- 2023 : Les Nouveaux Bandits (pt) : Sabiá (Adélio Lima)
- 2023 : One Piece : Zeff aux Pieds Rouges (Craig Fairbrass)
- 2023 : Pacto de silencio : Enrique Hernández (Rubén Zamora (es))
- 2023 : Lawmen : L'Histoire de Bass Reeves : George R. Reeves (en) (Shea Whigham) (mini-série)
- 2023 : Black Snow (en) : Victor Bianchi (Rob Carlton (en))
- 2023 : Gabriel et ses petits démons (es) : Don Julio (Alfredo Huereca)
- 2024 : AlRawabi School for Girls : Ibrahim [Qui ?] (saison 2)
- 2024 : Ripley : le lieutenant Ferrara (Francesco Foti (it)) (mini-série)
- 2024 : Kaos : Poséidon (Cliff Curtis)
- 2025 : Daredevil: Born Again : Hector Ayala / Tigre blanc (Kamar de los Reyes (en))
- depuis 2025 : MobLand : Richie (Geoff Bell)

#### Séries d'animation
- 1991[n 4] : Les jumelles à St. Clare : Meliagrance (épisode 23)
- 1994-1996 : Dino Juniors : voix additionnelles
- 1995[n 5] : Neon Genesis Evangelion : Gendō Ikari
- 2000-2004 : Scott, premier de la classe (en) : Joli Bec
- 2007-2009 : Bibi, nom d'une sorcière : Tarkan, Marc Sommier
- 2010 : Garfield et Cie : Odie (épisode Trop fort, Odie! uniquement)
- 2010 : Cars Toon : Ramone, le putois (épisode Martin détective privé)
- 2011-2021 : Sam le pompier : Tom Thomas et Tristan Volant
- 2011-2015 : Dragon Ball Z Kai : Dr Gero et Cell
- 2012-2018 : Dragons : Par delà les rives : Gueulfor
- 2013 : Toriko : Kuromado
- 2013 : Dofus : Aux trésors de Kerubim : le Baron[n 6] (épisodes 27-29)
- 2013 : Kung Fu Panda : L'Incroyable Légende : Maître Ding
- 2013-2015 : Saint Seiya Omega : Ikki du Phénix
- 2015-2017 : Harvey Beaks : Gianluigi, Randl
- 2016 : Pokémon Générations : Beladonis
- 2017[2] : Konosuba : Sois béni monde merveilleux ! : Hans
- 2017-2018 : Mike Judge Presents: Tales from the Tour Bus (en) : le narrateur[3]
- 2017-2020 : Le Magicien d'Oz : Dorothy et ses amis (en) : voix additionnelles
- 2018 : Back Street Girls : Okamoto
- 2019[n 7] : Vinland Saga : Halfdan
- 2019-2021 : Trailer Park Boys (en) : Ricky
- 2019-2020 : Saint Seiya : Les Chevaliers du Zodiaque : Ikki du Phénix
- 2021 : Deer Squad : Les Super-cerfs : ?
- 2021 : Queer Force : Dirk Chunley[n 8]
- 2021-2023 : What If...? : Yondu Udonta[n 9] (saison 1, épisode 2 et saison 2, épisode 1)
- depuis 2021 : Edens Zero : Drakkhen Joe
- 2022 : Kaguya-sama: Love is War : Saburo Odajima (saison 3)
- 2022 : Bee et PuppyCat (en) : M. Cup
- 2022 : Dragon Age: Absolution (en) : Lacklon
- depuis 2022 : Transformers: EarthSpark : Mégatron
- depuis 2022 : Spy × Family : Henry Henderson
- 2023-2024 : Oshi no ko : Masaya Kaburagi
- 2024 : Sausage Party : Bouff'land (en) : Frank Frankfurter[n 3]
- 2024 : Suicide Squad Isekai : Killer Croc
- 2024 : Code Geass: Rozé of the Recapture (en) : le narrateur et Divock Merte

### Jeux vidéo
- 2009 : Cars: Race-O-Rama : Ramone
- 2013 : Total War: Rome II : voix additionnelles[n 6]
- 2013 : Disney Infinity : Ramone et Yondu Udonta
- 2014 : Watch Dogs : Jordi Chin[n 6]
- 2016 : Watch Dogs 2: Conditions humaines : Jordi Chin
- 2021 : Watch Dogs: Bloodline : Jordi Chin[n 6]

### Direction artistique

#### Films
- 1982[4] : Ça chauffe au lycée Ridgemont
- 1994 : Les Silences du palais
- 1994 : Le Sang noir
- 1994 : Before the Rain
- 1994 : Ladybird
- 1995 : Land and Freedom
- 1995 : Bye Bye Love
- 1995 : Candyman 2
- 1995 : Professeur Holland
- 1995 : Panther
- 1995 : Guantanamera
- 1995 : Canadian Bacon
- 1995 : Loin de la maison
- 1995 : Jack et Sarah
- 1996 : L'Associé
- 1996 : Les Affinités électives
- 1996 : Barb Wire
- 1996 : Mariage ou Célibat
- 1996 : Le Porteur de cercueil
- 1997 : Nowhere
- 1997 : Gridlock'd
- 1997 : Blanche-Neige : Le Plus Horrible des contes
- 1997 : Bean, le film
- 1997 : Secrets
- 1997 : Le Petit Monde des Borrowers
- 1997 : Carton jaune
- 1997 : Spice World, le film
- 1998 : Barney, la grande aventure
- 1998 : Arnaques, Crimes et Botanique
- 1998 : Rushmore
- 1998 : Urban Legend
- 1999 : Dans la peau de John Malkovich
- 1999 : Guns 1748
- 1999 : Go
- 1999 : Virtual Sexuality (en)
- 1999 : Kadosh
- 1999 : Deuce Bigalow : Gigolo à tout prix
- 2000 : Black and White
- 2000 : Coyote Girls
- 2000 : Mes chers voisins
- 2000 : Ed Gein, le boucher
- 2000 : High Fidelity
- 2000 : Menteurs (en)
- 2001 : K-PAX : L'Homme qui vient de loin
- 2001 : Crazy/Beautiful
- 2001 : The Bunker
- 2001 : Princesse malgré elle
- 2001 : Carton rouge
- 2002 : Abîmes
- 2002 : Hero
- 2002 : K-19 : Le Piège des profondeurs
- 2002 : Insomnia
- 2002 : Dragon rouge
- 2002 : La Somme de toutes les peurs
- 2002 : May
- 2002 : Narc
- 2002 : Satin rouge
- 2002 : La Mémoire dans la peau
- 2003 : Braquage à l'italienne
- 2003 : The Good Girl
- 2003 : Les Témoins
- 2003 : Prisonniers du temps
- 2003 : Master and Commander : De l'autre côté du monde
- 2003 : Intolérable Cruauté
- 2003 : La Vie de David Gale
- 2003 : Rock Academy[5] (avec Fabienne Orain)
- 2003 : Hulk
- 2003 : Lara Croft : Tomb Raider, le berceau de la vie
- 2004 : Collateral
- 2004 : Les Chroniques de Riddick
- 2004 : Disparitions
- 2004 : Le Crime farpait
- 2004 : Nous étions libres
- 2004 : Frères de sang
- 2004 : Eternal Sunshine of the Spotless Mind
- 2004 : Un crime dans la tête
- 2004 : Girls in America
- 2004 : Un mariage de princesse
- 2004 : Jusqu'au cou
- 2004 : Polly et moi
- 2004 : La Mort dans la peau
- 2004 : Le Secret des poignards volants
- 2004 : Van Helsing
- 2005 : Mortuary de Tobe Hooper
- 2005 : Coach Carter
- 2005 : Furtif
- 2005 : King Kong
- 2005 : L'École fantastique
- 2005 : Goal !
- 2005 : Ray
- 2005 : Rencontres à Elizabethtown
- 2005 : Quatre Frères
- 2005 : La Voix des morts
- 2005 : Hustle and Flow
- 2005 : Revolver
- 2005 : The Weather Man
- 2006 : World Trade Center
- 2006 : Goal 2 : La Consécration
- 2006 : La Couleur du crime
- 2006 : Alerte à Miami : Reno 911 !
- 2006 : Bacon's Arena
- 2006 : Idlewild Gangsters Club
- 2006 : Inside Man : L'Homme de l'intérieur
- 2006 : American Dreamz
- 2006 : La Porte des secrets
- 2006 : Le Petit Monde de Charlotte
- 2006 : Miami Vice : Deux flics à Miami
- 2006 : Super Nacho
- 2006 : Toi et moi... et Dupree
- 2006 : Sexy Dance
- 2006 : Vacances sur ordonnance
- 2007 : Dreamgirls
- 2007 : No Country for Old Men
- 2007 : Les Cerfs-volants de Kaboul
- 2007 : Black Snake Moan
- 2007 : Les Femmes de ses rêves
- 2007 : Goodbye Bafana
- 2007 : Shooter, tireur d'élite
- 2007 : Stardust, le mystère de l'étoile
- 2007 : Les Oubliées de Juarez
- 2007 : Transformers
- 2007 : Le Royaume
- 2007 : La Vengeance dans la peau
- 2008 : Les Ruines
- 2008 : Soul Men
- 2008 : Course à la mort
- 2008 : Love Gourou
- 2008 : Les Chroniques de Spiderwick
- 2008 : Cloverfield
- 2008 : Les Grands Frères
- 2008 : Jeux de dupes
- 2008 : L'Œil du mal
- 2008 : Le Fils de Rambow
- 2008 : Sexy Dance 2
- 2008 : Tonnerre sous les tropiques
- 2008 : Trahison
- 2008 : There Will Be Blood
- 2009 : Paranormal Activity
- 2009 : Fast and Furious 4
- 2009 : Palace pour chiens
- 2009 : Transformers 2 : La Revanche
- 2009 : Star Trek
- 2009 : G.I. Joe : Le Réveil du Cobra
- 2009 : Ultimate Game
- 2009 : Watchmen
- 2009 : Pandorum
- 2010 : Détective Dee : Le Mystère de la flamme fantôme
- 2010 : Que justice soit faite
- 2010 : Sexy Dance 3D
- 2010 : In the Air
- 2010 : Trop belle !
- 2010 : True Grit
- 2010 : Rendez-vous l'été prochain
- 2011 : Drive
- 2011 : Fast and Furious 5
- 2011 : Young Adult
- 2011 : Transformers 3
- 2012 : Jason Bourne : L'Héritage
- 2012 : Sexy Dance 4
- 2013 : Fast and Furious 6
- 2013 : Star Trek Into Darkness
- 2013 : G.I. Joe : Conspiration
- 2014 : Détective Dee 2 : La Légende du Dragon des mers
- 2014 : Transformers : L'Âge de l'extinction
- 2015 : Agent 47
- 2015 : Agents presque secrets
- 2015 : En taule : Mode d'emploi
- 2016 : The Nice Guys
- 2016 : Popstar : Célèbre à tout prix
- 2016 : Sing Street
- 2017 : Mon ex beau-père et moi
- 2018 : Détective Dee : La Légende des Rois célestes
- 2020 : Irrémédiable (es)
- 2020 : Peninsula
- 2021 : Plus on est de fous
- 2021 : Aux antipodes de Noël (es)
- 2022 : Comment je suis tombée amoureuse d'un gangster
- 2022 : Colère divine
- 2023 : Inquiétude
- 2023 : The Wandering Earth 2 (avec Laurence Stévenne)

#### Films d'animation
- 2004 : Les Chroniques de Riddick : Dark Fury[6]
- 2006 : Cars
- 2008 : Kung Fu Panda
- 2009 : Monstres contre Aliens
- 2009 : Les Citrouilles mutantes venues de l'espace (court-métrage)
- 2009 : L'Anniversaire de B.O.B. (court-métrage)
- 2010 : Dragons
- 2010 : Megamind
- 2011 : Megamind : Le Bouton du Chaos (court-métrage)
- 2011 : Cars 2
- 2011 : Kung Fu Panda 2
- 2011 : Kung Fu Panda : Les Secrets des Maîtres (court-métrage, avec Frédéric Le Grand)
- 2011 : Rango
- 2014 : Dragons 2
- 2018 : Nouvelle Génération
- 2018 : Mutafukaz
- 2020 : Qui a peur des monstres ?

#### Téléfilms
- American Crime
- Le Bisou du papillon
- Cauchemar d'un été
- La Confiance des chevaux
- Deathlands
- Démons et Merveilles
- La Dernière Cible
- El Bola
- The Good Heart
- Grandeur nature
- Jericho Mansions
- Killing Angel
- La Légende de Cendrillon
- Liaisons à haut risque
- Love the Hard Way
- La Maison magique
- Mon martien préféré
- Murder Party
- Les Nouvelles Aventures de Spin et Marty, d'étranges voisins
- My House in Umbria (en)
- Net Force
- Net Force 2
- Phil Spector
- Pile ou Face
- La Première Fois
- La Raison du cœur
- Les Rêveurs
- Roswell, le mystère
- La Sanfelice
- Soraya
- Shopping de nuit
- Sors de ma vie
- Stickmen
- Subterano
- La Tranchée
- Un champion de boxe
- Un champion de boxe 2
- Un chien envahissant
- Versus, l'ultime guerrier
- Village Police

#### Séries télévisées
- 1988[n 10] : Tanner for President (mini-série)
- 1996-1997 : Flic de mon cœur (en)
- 1996-1997 : Sinbad Show
- 1997-1999 : Le Petit Malin
- 2000 : Papa s'en mêle
- 2000-2001 : La Famille de mes rêves
- 2000-2001 : Mon ex, mon coloc et moi
- 2013 : Un petit brin de vie
- 2014-2019 : True Detective
- 2015-2016 : Blunt Talk
- 2015-2017 : Modus
- 2016 : Wasteland
- 2016-2018 : Shooter
- 2016-2018 : Spring Tide
- 2018-2019 : Better than Us
- 2018-2024 : Élite
- 2019 : Crashing (en) (saison 3)
- 2019 : Jett (en)
- 2019 : Apache : La vie de Carlos Tévez (es)
- 2019-2023 : Top Boy
- 2019-2023 : Warrior
- 2020 : Dracula (mini-série)
- 2020 : The Outsider
- 2020 : Coup pour coup (es) (mini-série)
- 2020-2021 : Betty
- 2020-2023 : Valeria
- depuis 2020 : Love & Anarchy
- 2022 : Archive 81
- 2022 : MaveriX (en)
- 2022 : The Staircase (mini-série)
- 2022-2023 : Winning Time: The Rise of the Lakers Dynasty (en)
- 2022-2024 : Somebody Somewhere
- depuis 2022 : La Défense Lincoln

#### Séries d'animation
- 2000 : Ciné-Maniac (13 épisodes)
- 2000-2002 : Scott, premier de la classe (en)
- 2000-2004 : Les Weekenders
- 2008-2014 : Cars Toon
- 2012-2014 : Dragons (saisons 1 et 2)
- 2015-2017 : Harvey Beaks (avec Charlotte Correa)
- 2017-2018 : Mike Judge Presents: Tales from the Tour Bus (en)
- 2021 : Deer Squad : Les Super-cerfs
- 2022 : Bee et PuppyCat (en)
- 2022 : Transformers: EarthSpark

## Adaptation

### Films
- 2000 : Coyote Girls (avec Philippe Videcoq)
- 2001 : Crazy/Beautiful (avec Philippe Videcoq)
- 2006 : Le Petit Monde de Charlotte
- 2013 : In a World... (avec Fouzia Youssef-Holland)